# Daniele Dolfin (1653-1704)
Daniele Dolfin (o Delfin, Delfino, chiamato comunemente Marco per distinguerlo dai fratelli omonimi; Venezia, 5 ottobre 1653 – Brescia, 5 agosto 1704) è stato un cardinale e arcivescovo cattolico italiano.

## Biografia

### Origini
Daniele Dolfin proviene dall'omonima ricca famiglia appartenente al patriziato veneziano, che aveva già dato, tra l'altro, i cardinali Giovanni Dolfin zio e Giovanni Dolfin nipote, fu da quest'ultimo ordinato sacerdote nel 1691 dopo che ebbe ottenuto il dottorato in utroque iure. Fu sempre lo zio cardinale a volerlo suo segretario e conclavista, sino ad ottenergli la nomina di cameriere segreto di Sua Santità da papa Innocenzo XII.

### Carriera
Referendario del tribunale della Segnatura apostolica dal 31 luglio 1691, divenne dal 25 settembre di quello stesso anno vice-legato pontificio ad Avignone, venendo poi prescelto nunzio apostolico presso Luigi XIV e, infine, nominato arcivescovo titolare di Damasco dal 2 gennaio 1696. Venne consacrato vescovo nella chiesa dei gesuiti di Avignone per mano di Louis-Aube de Roquemartine, vescovo di Saint-Paul-Trois-Châteaux, assistito da Jean-Jacques D'Obheil, vescovo di Orange, e da Lorenzo Buzzi, vescovo di Carpentras. Dal 10 gennaio del 1696 divenne assistente al soglio pontificio e due anni più tardi fu trasferito alla diocesi di Brescia con il titolo personale di arcivescovo.
Nel concistoro del 14 novembre 1699 fu creato cardinale presbitero da papa Innocenzo XII, ricevendo il 30 marzo dell'anno successivo il titolo di Santa Susanna, anno in cui ricevette anche il titolo di abate commendatario di Rosazzo. Prese parte al conclave del 1700 che elesse papa Clemente XI.

### Morte
Morì il 5 agosto 1704 all'una di notte, nel palazzo episcopale di Brescia. Le sue spoglie vennero esposte alla pubblica venerazione nella cattedrale bresciana per poi essere sepolte nella cappella del Ss. Sacramento nel medesimo duomo.

## Genealogia episcopale e successione apostolica
La genealogia episcopale è:
- Vescovo Gerolamo Ragazzoni
- Cardinale François de La Rochefoucauld
- Arcivescovo Jean Jaubert de Barrault
- Arcivescovo François Adhémar de Monteil
- Vescovo Jacques Adhémar de Monteil
- Arcivescovo Jean-Baptiste Adhémar de Monteil de Grignan
- Vescovo Louis d'Aube de Roquemartine
- Cardinale Daniele Marco Dolfin

La successione apostolica è:
- Vescovo Francesco Andrea Grassi (1700)
- Patriarca Marco Gradenigo (1701)

## Ascendenza
|                              |   |                 | Genitori                   |  |  | Nonni |  |  | Bisnonni      |  |  | Trisnonni                |  |
|                              |   |                 |                            |  |  |       |  |  | Pietro Dolfin |  |  | Giuseppe "Iseppo" Dolfin |  |
|                              |   |                 |                            |  |  |       |  |  | Pietro Dolfin |  |  | Giuseppe "Iseppo" Dolfin |  |
|                              |   | Maria Contarini |                            |  |  |       |  |  | Pietro Dolfin |  |  |                          |  |
| Nicolò Dolfin                |   |                 |                            |  |  |       |  |  | Pietro Dolfin |  |  |                          |  |
|                              |   | Paolina Grimani | Giovanni Francesco Grimani |  |  |       |  |  |               |  |  |                          |  |
|                              |   | Paolina Grimani | Giovanni Francesco Grimani |  |  |       |  |  |               |  |  |                          |  |
|                              |   | Paolina Grimani | …                          |  |  |       |  |  |               |  |  |                          |  |
| Daniele II "Andrea" Dolfin   |   | Paolina Grimani |                            |  |  |       |  |  |               |  |  |                          |  |
|                              |   | Angelo Priuli   | …                          |  |  |       |  |  |               |  |  |                          |  |
|                              |   | Angelo Priuli   | …                          |  |  |       |  |  |               |  |  |                          |  |
|                              |   | Angelo Priuli   | …                          |  |  |       |  |  |               |  |  |                          |  |
| Elisabetta "Isabetta" Priuli |   | Angelo Priuli   |                            |  |  |       |  |  |               |  |  |                          |  |
|                              |   | …               | …                          |  |  |       |  |  |               |  |  |                          |  |
|                              |   | …               | …                          |  |  |       |  |  |               |  |  |                          |  |
|                              |   | …               | …                          |  |  |       |  |  |               |  |  |                          |  |
| Daniele II "Marco" Dolfin    |   | …               |                            |  |  |       |  |  |               |  |  |                          |  |
|                              | … | …               |                            |  |  |       |  |  |               |  |  |                          |  |
|                              | … | …               |                            |  |  |       |  |  |               |  |  |                          |  |
|                              | … | …               |                            |  |  |       |  |  |               |  |  |                          |  |
| Daniele Gradenigo            | … |                 |                            |  |  |       |  |  |               |  |  |                          |  |
|                              |   | …               | …                          |  |  |       |  |  |               |  |  |                          |  |
|                              |   | …               | …                          |  |  |       |  |  |               |  |  |                          |  |
|                              |   | …               | …                          |  |  |       |  |  |               |  |  |                          |  |
| Elisabetta Gradenigo         |   | …               |                            |  |  |       |  |  |               |  |  |                          |  |
|                              |   | …               | …                          |  |  |       |  |  |               |  |  |                          |  |
|                              |   | …               | …                          |  |  |       |  |  |               |  |  |                          |  |
|                              |   | …               | …                          |  |  |       |  |  |               |  |  |                          |  |
| …                            |   | …               |                            |  |  |       |  |  |               |  |  |                          |  |
|                              |   | …               | …                          |  |  |       |  |  |               |  |  |                          |  |
|                              |   | …               | …                          |  |  |       |  |  |               |  |  |                          |  |
|                              |   | …               | …                          |  |  |       |  |  |               |  |  |                          |  |
|                              |   | …               |                            |  |  |       |  |  |               |  |  |                          |  |

## Stemma
| Immagine | Blasonatura |
| -------- | --- |
|          | Cardinale D'azzurro a tre delfini d'oro passanti. Lo scudo, accollato a una croce astile patriarcale d'oro, posta in palo, è timbrato da un cappello con cordoni e nappe di rosso. Le nappe, in numero di trenta, sono disposte quindici per parte, in cinque ordini di 1, 2, 3, 4, 5 |